# Salomone Fiorentino

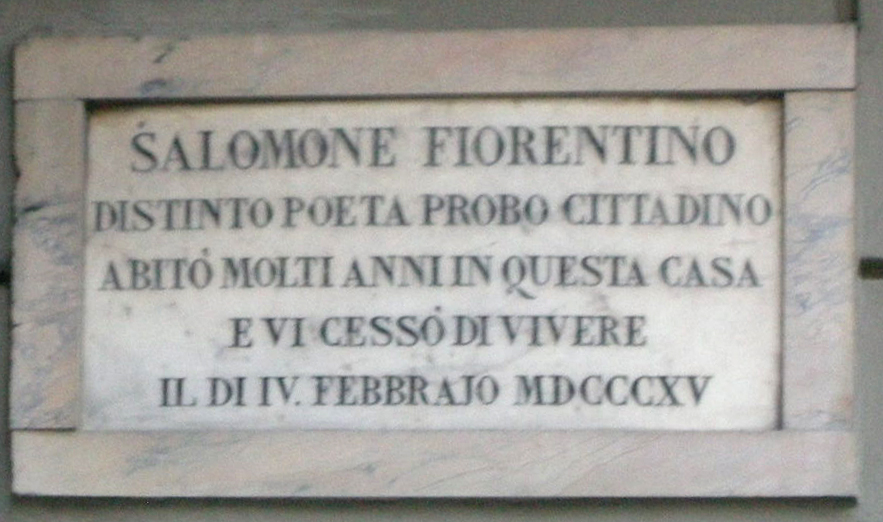
Gedenktafel am Wohn- und Sterbeort Fiorentinos in Florenz in der Via delle Oche 35

Salomone Fiorentino (* 4. März 1743 in Monte San Savino; † 4. Februar 1815 in Florenz) war ein italienisch-jüdischer Dichter.

## Leben
Sein Vater Leone stammte aus Rom und unterhielt in Arezzo zusammen mit seiner Frau, Elena d’Urbino, eine Stoffhandlung. Zum Studieren ging Salomone Fiorentino ans Collegio Tolomei nach Siena. Nach dem Abschluss der Studien kehrte er nach Arezzo zurück, um den väterlichen Stoffhandel weiter zu führen. Von 1765 bis 1775 wirkte er als Hofpoet am Hofe von Großherzog Leopold II. 1785 schrieb er sich in die Accademia degli Infecondi in Prato ein, später studierte er an der Accademia Fiorentina. Nach seinem Umzug nach Cortona heiratete er dort 1768 Laura Gallico, die er in Florenz kennengelernt hatte. Ihr Tod nach einer Krankheit 1790 stürzte Fiorentino in eine persönliche Krise, aus der die Gedichte der Elegie (Klagegedichte) entstanden. 1794 heiratete er zum zweiten Mal, diesmal eine Witwe namens Gentili, mit der er ein Jahr später nach Monte San Savino zurückkehrte. Am 6. Mai 1799 wurde die Gemeinschaft der Juden in seiner Heimatstadt Monte San Savino durch die Viva Maria-Bewegung endgültig der Stadt verwiesen, was ein weiterer wichtiger Einschnitt in seinem Leben war. Dabei wurde sein Haus und sein Geschäft geplündert und in Brand gesetzt. Zunächst suchte er Zuflucht in Siena, wo wenige Tage vor seiner Ankunft auf der Piazza del Campo dreizehn Juden auf dem Scheiterhaufen starben, darunter auch eine Person namens Fiorentino, wahrscheinlich ein Verwandter des Salomone. So sah er sich bereits am 30. Juli zum Umzug in die Via delle Oche 35 nach Florenz gezwungen, welches zu dieser Zeit von den Napoleonischen Truppen besetzt war. Hier erhielt er die Unterstützung des französischen Generals Miollis und konnte sich dadurch im Stoffhandel betätigen sowie zu den literarischen Kreisen der Stadt vordringen, wo er Vittorio Alfieri kennenlernte. Aufgrund wirtschaftlicher Schwierigkeiten akzeptierte er kurz darauf ein Angebot der jüdischen Universität von Livorno, wo er bis 1808 lebte. Danach kehrte er nach Florenz zurück, wo er, bestürzt über den Tod seiner zweiten Frau, 1815 verstarb.

## Wirken
Sein Erstwerk Elegie wurde erstmals 1790 in Arezzo verlegt und enthielt die Gedichte La malattia, La morte und La visione, immer auf den Tod seiner ersten Frau bezogen. Das Werk wurde in Florenz im selben und darauffolgenden Jahr in gleicher Form publiziert. Erst die vierte Auflage in Parma 1801 wurde mit seinem Einverständnis um das Gedicht La rimembranza erweitert. Die erste Veröffentlichung der als Gedichtssammlung angelegten Poesie entstand 1803 in Pisa. In diesen befinden sich die Sonetten auf Leopold II., an dessen Hofe er bis 1785 wirkte und der 1786 infolge einer Justizreform Todesstrafe und Folter abschaffte und daher in diesen Versen thematisiert wird. Weitere Bestandteile der Poesie sind die Gedichte La notte d’Etruria (ebenso auf Leopold II. bezogen), Sul medesimo argomento und Morte di Annibale (Sonetten 22 und 23). Neben den dreiundzwanzig Sonetten enthält die Gedichtssammlung die inzwischen auf sechs angewachsenen Elegien als Erinnerung an seine verstorbene erste Frau. Neu veröffentlicht wurden hierbei die Elegien fünf und sechs, Il tempo und Per il suicidio di Neera. Die Gedichte I pericoli della gioventù, La penitenza giovanile sowie fünf Oden wurden dem Werk ebenfalls hinzugefügt. 1802 publizierte er für die livorneser jüdische Gemeinschaft die Orazioni quotidiane per uso degli Ebrei spagnoli e portoghesi (Tägliches Gebetbuch für spanische und portugiesische Juden). Die Ausgabe enthält die drei täglichen Gebete, das Samstagsgebet und das Monatsanfangsgebet (tre orazioni giornaliere, quella del sabbato e del capo di mese). Sein in der Jugend geschriebenes Werk La spiriualità e l’immortalità dell’anima wurde zunächst in der erweiterten livorneser Ausgabe der Poesie (1815) publiziert und sechs Jahre später in Mailand als Einzelausgabe gedruckt. Die livorneser Ausgabe der Poesie wurde 1818, 1823, 1832 und 1845 in Florenz wiederveröffentlicht. Sein 1805 in vierzig Terzinen geschriebenes Werk Giornata d’Austerlitz wurde erst posthum 1840 in Livorno veröffentlicht.

## Werke
- Poesie, Nabu Press, Neudruck 2010, ISBN 978-1-178-23592-0
- In occasione delle grandiose feste state fatte nella città di Firenze per la gloriosa esaltazione al trono imperiale di S.M. Cesarea Apostolica Leopoldo II. imperator de'romani re d'Ungheria e di Boemia granduca di Toscana & . & . al nobil uomo signore Tedice Mazzinghi patrizio fiorentino uno dei duo deputati alla direzione di dette feste (1791)
- Orazioni quotidiane per uso degli Ebrei spagnoli e portoghesi, Livorno 1802. Hebräisch (In lat. u. hebr. Schrift (Quadrat, vokalisiert). - Text ital. u. hebr.  Appresso Antonio Schmid Wien 1822)
- Elegie in morte di Laura, sua moglie, Parma, Tipi Bodoniani 1801 (Firenze, Presso Grazioli, 1790)
- Giornata d’Austerlitz, Livorno 1840
- La spiriualità e l’immortalità dell’anima, Doppelband, Mailand 1821
- Tempio di Cnido, Übersetzung des Textes Le Temple de Gnide von Charles de Secondat, Baron de Montesquieu, Livorno 1806
- Traduzioni in versi Latini di alcuni poetici componimenti Italiani, Bertini, Lucca 1813